# Øre

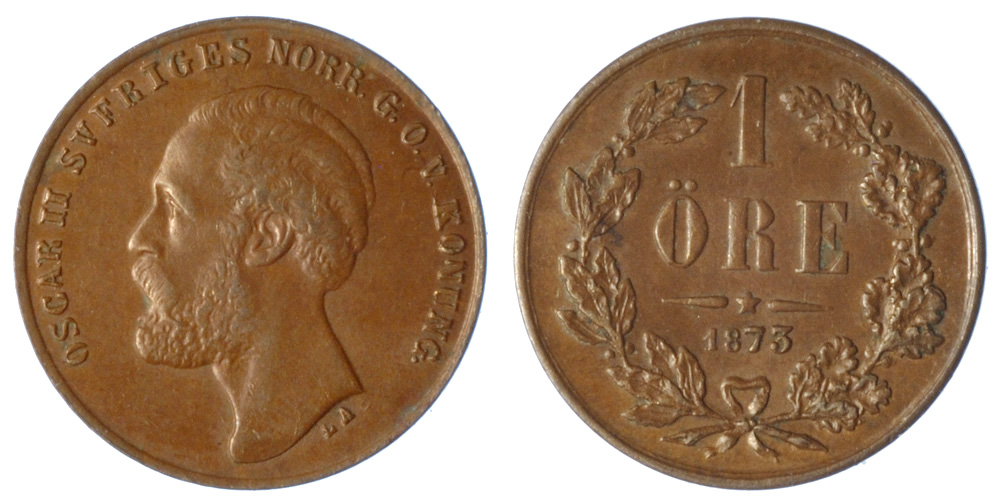
1 Öre, Schweden 1873

1 Öre, Schweden 1896

1 Øre, Dänemark 1902

Øre oder Öre (abgekürzt Ø) ist der hundertste Teil der Währungen (Krone) im skandinavischen Raum.
In Øre sind die Dänische Krone, die Färöische Krone und die Norwegische Krone unterteilt; in Öre die Schwedische Krone. Heute gelten nur noch Münzen zu 50 Øre in Dänemark.
In Dänemark wurden bis zum 1. Oktober 2008 auch noch 25 Øre verwendet. In Schweden waren 50-Öremünzen bis zum 30. September 2010 gültig, in Norwegen bis zum 1. Mai 2012. Historisch gab es auch die schwedische Münze Fyrk, die den Wert eines Viertels einer Öre hatte.
Der Name ist von der römischen Goldmünze Aureus abgeleitet. Den gleichen sprachlichen Ursprung hat auch der Eyrir (Plural Aurar), die Unterteilung der Isländischen Krone, die aber 2003 wegen zu geringen Wertes außer Kurs gesetzt wurden. Auf den Färöern wird die dänische Øre Oyra (Plural Oyrur) genannt. Färöische Kursmünzen gibt es nicht.